# Нижньокамський завод технічного вуглецю
Нижньокамський завод технічного вуглецю – підприємство хімічної промисловості Росії.
Завод почав роботу в 1983-му та первісно мав потужність на рівні 85 тисяч тон сажі на рік. З плином часу цей показник вдалось суттєво збільшити, так, в 2011 та 2012 роках фактичний випуск склав по 115 тисяч тон. 
Як сировину для виробництва сажі використовують газойль, піролізну смолу (побічний продукт роботи установок парового-крекінгу, що продукують олефіни), продукти коксохімічного походження (антраценове масло, пековий дистилят, масло коксохімічне).